# Anis Mansour
Anis Mansour (en arabe : أنيس منصور, [ʔæˈniːs mɑnˈsˤuːɾ]), né le 18 août 1924 à Mansourah et mort le 21 octobre 2011 au Caire , est un écrivain et traducteur égyptien. Auteur de plus de 170 livres, il a été le premier à traduire Alberto Moravia en arabe.